# Exmore
Exmore és una població dels Estats Units a l'estat de Virgínia. Segons el cens del 2000 tenia 1.136 habitants.

## Demografia
Segons el cens del 2000, Exmore tenia 1.136 habitants, 475 habitatges, i 317 famílies. La densitat de població era de 541,5 habitants per km².
Dels 475 habitatges en un 27,8% hi vivien nens de menys de 18 anys, en un 42,1% hi vivien parelles casades, en un 21,9% dones solteres, i en un 33,1% no eren unitats familiars. En el 28,4% dels habitatges hi vivien persones soles el 15,2% de les quals corresponia a persones de 65 anys o més que vivien soles. El nombre mitjà de persones vivint en cada habitatge era de 2,39 i el nombre mitjà de persones que vivien en cada família era de 2,95.
Per edats la població es repartia de la següent manera: un 25,2% tenia menys de 18 anys, un 7,9% entre 18 i 24, un 24,6% entre 25 i 44, un 23,2% de 45 a 60 i un 19% 65 anys o més.
L'edat mediana era de 39 anys. Per cada 100 dones de 18 o més anys hi havia 77,1 homes.
La renda mediana per habitatge era de 31.343 $ i la renda mediana per família de 34.816 $. Els homes tenien una renda mediana de 25.234 $ mentre que les dones 19.350 $. La renda per capita de la població era de 15.305 $. Entorn del 16,8% de les famílies i el 19,6% de la població estaven per davall del llindar de pobresa.

## Poblacions més properes
El següent diagrama mostra les poblacions més properes.